# Amazonina tingomariensis
Amazonina tingomariensis är en kackerlacksart som beskrevs av Rocha e Silva 1964. Amazonina tingomariensis ingår i släktet Amazonina och familjen småkackerlackor.
Artens utbredningsområde är Peru. Inga underarter finns listade i Catalogue of Life.